# Coppa dell'Azerbaigian (pallavolo femminile)
La Coppa dell'Azerbaigian di pallavolo femminile è un trofeo nazionale azero, organizzato dalla Federazione pallavolistica dell'Azerbaigian.

## Storia
La Coppa dell'Azerbaigian nasce nel 2009, venendo disputata per la prima volta nel corso della stagione 2009-10. La vittoria finale è andata all'Azərreyl Voleybol Klubu, ai danni del Rabitə Bakı Voleybol Klubu. 

## Albo d'oro
| Edizione         | Edizione          | Podio    | Podio     | Podio       |
| Anno             | Sede della finale | Campione | Risultato | Finalista   |
| ---------------- | ----------------- | -------- | --------- | ----------- |
| 2009-10 Dettagli | -                 | Azərreyl | 3 - 1 (?) | Rabitə Baku |